# Ван Яоу
Ван Яоу́ (кит. упр. 王耀武, 1904—1968) — высокопоставленный гоминьдановский генерал и губернатор провинции Шаньдун, успешно воевавший с японской императорской армией и китайскими коммунистами. В сентябре 1948 года в ходе Цзиняньской битвы был пленен коммунистической армией. Находился в плену до 1959 года, когда был помилован. Во время Культурной революции подвергся гонениям со стороны хунвэйбинов как бывший командир националистической армии и умер от сердечного приступа в 1968 году.

## Ранние годы и карьера
Ван родился в крестьянской семье в провинции Шаньдун. В раннем детстве потерял отца и старшего брата и мать растила его одна. Когда Сунь Ятсен открыл Военную академию в Вампоа, Ван Яоу работал охранником в магазине. Немедленно заняв деньги у своего работодателя, он отправился на юг чтобы присоединиться к национальной революции. Среди его однокурсников - Ду Юймин, Фань Ханьцзе, Ху Лянь, Лю Юйцзянь, Гуань Линьчжэн и Линь Бяо. По окончании академии присоединился к Северной экспедиции генералиссимуса Чан Кайши против северных милитаристов. После того, как Чан провел чистку коммунистов в Шанхае 12 апреля 1927 года, он остался с Гоминьданом как командир полка в Национальной революционной армии. В 1930 году участвовал в войне Центральной равнины в звании полковника. В 1932 году после успешной защиты своих позиции от атак войсками противника в ходе четвёртой кампании против коммунистического Цзянси был принят Чан Кайши. Назначен командиром бригады, а затем командиром 51-й дивизии. Два года спустя Ван принял участие в Пятой кампании против Цзянси. В сентябре 1934 года захватил китайского коммунистического лидера Фан Чжиминя, командовавшего Красной армией. В 1935 году он одержал ещё одну победу в провинции Цзянси, захватив весь корпус офицеров 10-го корпуса Красной армии и был произведен в генерал-майоры.

## Вторая китайско-японская война
В 1937 году Ван командовал дивизией в битве за Шанхай. Командиром одного из его полков был Чжан Линфу, только что выпущенный из тюрьмы на поруки. В конце ноября китайская армия проиграла сражение в Шанхае и японская армия под командованием генерала Иванэ Мацуи подошла к Нанкину. Во время боев за Нанкин 51-я дивизия Вана понесла тяжелые потери. Его начальник генерал Тан Шэнчжи бежал из города не уведомив Яоу и других высокопоставленных командиров. Ван едва успел уйти из города. 3000 воинов под его командованием сумели прорваться из японского окружения.
В 1938 году он принял участие в боях за Ланьфэн против 14-й дивизии японской армии генерала Кэндзи Доихара, одного из вдохновителей Маньчжурского инцидента. Неспособность удержать японское наступление привело к решению гоминьдановского правительства открыть дамбы на Хуанхэ. Во время сражения за Ваньлинь части под командованием Вана отражали попытки японцев вырваться из китайского окружения. В ходе боев 106-я дивизия японской армии генерал-лейтенанта Дзюнрокуро Мацуура была почти полностью уничтожена. В 1939 году Ван повел свой отряд для участия в битве за Наньчан, но китайские войска не смогли удержать город. Ван, однако, отличился в битве при Чанша (1939) и был назначен командиром 74-го корпуса. Под его командованием 74-й корпус стал одним из элитных подразделений китайской правительственной армии и воевал почти в каждом сражении в оставшийся период войны. К концу войны, генерал Ван был назначен командующим 4-й армии и стал членом центрального гоминьдановского комитета.

## Гражданская война в Китае
Когда в Китае в 1946 году вновь вспыхнула гражданская война, генерал Ван был назначен губернатором провинции Шаньдун и главнокомандующим войсками провинции. Он с большим трудом установил свою власть из-за соперничества различных националистических командиров. В мае 1947 года его правлению был нанесен серьёзный удар: командир 74-го корпуса, его старый подчинённый, генерал-лейтенант Чжан Линфу погиб в критический момент кампании и большинство националистических войск, расположенных в его провинции, были передислоцированы в другие места. В 1948 году китайские коммунистические силы под командованием Чэнь И и Су Юя атаковали столицу провинции в ходе битвы за Цзинань. У генерала Вана под началом были только силы местного гарнизона, которые состояли из новобранцев. Судьба Цзинань была решена, когда один из его командиров корпусов (У Хуавэнь) перешёл на сторону китайских коммунистических сил. Войска противника прорвали оборону города, генерала Ван бежал из своей штаб-квартиры и был схвачен в соседнем округе.

## Последние годы и смерть
Во время своего заключения Ван призвал своих коллег по националистическому командованию сдаться НОАК, что вызвало бурю споров, так как президент Чан Кайши всегда поддерживал его. В результате его сотрудничества с коммунистическими силами Яоу был одним из первых командиров националистической армии, выпущенных на свободу в 1959 году. Позже работал в китайской политической консультативной конференции и других правительственных организациях. Когда началась Культурная революция, Ван Яоу был подвергнут гонениям хунвэйбинов. Умер от сердечного приступа в 1968 году вследствие жестокого обращения.
Посмертно реабилитирован правительством Дэн Сяопина в 1980 году. Перезахоронен с государственными почестями. Урна с его прахом покоится на кладбище Бабаошань в Революционном траурном зале, как останки одного из важнейших революционных героев Китая.